# Шемякин, Михаил Михайлович (художник)
Михаи́л Миха́йлович Шемя́кин (род. 4 мая 1943[…], Москва) — советский и американский художник, скульптор. Лауреат Государственной премии Российской Федерации (1993), Народный художник Кабардино-Балкарии, Народный художник Адыгеи, почётный доктор ряда высших учебных заведений.

## Биография
Родился 4 мая 1943 года в Москве.

Скульптурная композиция «Дети — жертвы пороков взрослых» в Москве на Болотной площади

Отец — Михаил Петрович Шемякин (1908—1977), который рано осиротел и фамилию Шемякин получил от своего отчима, офицера Белой гвардии Шемякина. Приёмный отец впоследствии был расстрелян, а юный Михаил Шемякин (старший) стал красноармейским сыном полка, в 13 лет получил один из первых орденов Красного Знамени, всю жизнь утверждал, что принадлежит к кабардинскому роду Кардановых.
Великую Отечественную войну гвардии полковник Шемякин закончил командиром 8-й мотострелковой Бобруйской Краснознамённой ордена Суворова и Кутузова бригады и кавалером шести орденов.
Мать — актриса Юлия Николаевна Предтеченская, в первом браке — Блинова, во втором — Шемякина (1916—1999), дочь Николая Алексеевича Предтеченского, выпускника Морского инженерного училища императора Николая I в Кронштадте. Окончила Ленинградский театральный институт. Актриса Театра комедии имени Н. П. Акимова. Снималась в кино («Друзья», 1938). Жена c 1933 по 1942 год актёра Бориса Блинова. Во время войны в Москве, была актрисой Театра на Таганке. В 1945—1956 годах жила в Германии, где служил её второй муж. В 1956 году начала работу, как актриса театра кукол в кукольном театре Евг. Деммени, затем жила в Риге. В 1970-х эмигрировала к сыну во Францию. В Париже создала кукольный театр Matriochka de Paris/«Матрёшка де Пари». Умерла в 1999 году в США, в Клавераке, в имении своего сына. Писала стихи и воспоминания.
О своём рождении Михаил Шемякин вспоминал:

Когда нас выписали из больницы, поселили в одну из московских коммуналок, куда примчались моя бабушка и мои молодые тётушки. А вскоре на пару дней прибыл с фронта отец, чтобы взглянуть на сына и совершить обряд посвящения в джигиты.

И вот рано утром во дворе московского дома раздался цокот копыт и верхом на холёном коне появился мой отец. Спешившись, принял из рук матери меня и поднёс к голове коня, который стоял смирно и только поводил большим глазом. Я радостно заверещал и потянулся к нему. «Он будет настоящим джигитом!» — громко воскликнул отец, обернувшись к матери, и, водрузив меня на седло, придерживая рукой, трижды провёл коня по кругу, сопровождаемый удивлёнными взглядами жильцов дома, высунувшихся из окон. Так я стал джигитом.
С 1945 по 1957 год жил с родителями в Дрездене (ГДР). В 1957 году 14-летний Михаил вернулся в СССР, в Ленинград.
В 1957 году был принят в среднюю художественную школу при Институте живописи, скульптуры и архитектуры имени И. Е. Репина, где учился с 1957 по 1961 год.
В 1961 году был отчислен из СХШ.
С 1959 по 1971 год работал почтальоном, вахтёром, в течение пяти лет работал такелажником в Эрмитаже.
В 1962 году в помещении редакции журнала «Звезда» открылась первая выставка Шемякина.
В 1967 году основал группу художников «Петербург». Вместе с философом Владимиром Ивановым создал теорию метафизического синтетизма, посвящённую поискам новых форм иконописи, основанных на изучении религиозного искусства разных эпох и народов. Два года был послушником в Псково-Печерском монастыре, в период управления обителью наместником архимандритом Алипием (Вороновым).
В 1971 году эмигрировал из СССР: после многочисленных арестов выставок, конфискаций работ и принудительного лечения в психиатрических больницах в 1971 году власти заставили Шемякина эмигрировать под угрозой уголовного преследования. По мнению Михаила Шемякина, инициатором преследования зачастую являлся не КГБ СССР, а Союз художников СССР.
С 1971 года, с женой, Ривой (Ревеккой) Модлиной, и дочерью Доротеей жил в Париже. Устраивал выставки и публиковал работы своих коллег — российских художников и писателей-нонконформистов.
В 1981 году переехал в Нью-Йорк. Начатые в 1960-е годы исследования искусства всех времён и народов выросли в коллекцию из миллионов образов, структурированных по техническим, историческим и философским категориям, за что художник был удостоен пяти почётных докторских степеней. Эта коллекция послужила основой для создания Института философии и психологии творчества (Франция).
В 2000 году учредил Воображаемый музей в городе Хадсон, штат Нью-Йорк, где организуются выставки по тематике исследований. В 2002—2003 гг. создал для российского канала «Культура» 21 серию цикла «Воображаемый музей Михаила Шемякина».
С 2009 года в Фонде художника Михаила Шемякина в Санкт-Петербурге организует выставки по материалам своих исследований. В 2013 году выпустил первые каталоги итогов исследований.
В 2014 году поддержал аннексию Крыма Российской Федерацией. Одновременно с этим Шемякин высказал обеспокоенность относительно антизападных настроений в российском обществе.

## Семья
Мать — Юлия Николаевна Шемякина (1916—1999), окончила Ленинградский театральный институт, была актрисой театра и кино.
Отец — Михаил Петрович Шемякин (1908—1977), гвардии полковник, командир 8-й мотострелковой Бобруйской Краснознамённой ордена Суворова и Кутузова бригады. Происходил из кабардинского рода Кардановых, рано осиротел и получил свою фамилию от отчима — Шемякин. Был похоронен в Москве, затем, выполняя его волю, перезахоронен в Кабарде, на кладбище г. Чегем.
Михаил Шемякин был дважды женат.
Первая жена (1963—1981) — Рива (Ривка, Ревекка) Борисовна Модлина (6 сентября 1934—2014), скульптор, художник. В 1958 году окончила художественное училище в Ленинграде. Жена художника Рихарда Васми в 1950-е годы, художника Александра Арефьева в 1960—1962 годы. Летом 1971 года вместе с дочерью Доротеей Шемякиной эмигрировала. Жила в Париже, с 1983 года — в Греции; в 2000-х гг. жила в округе Лош (Франция).
- Дочь Доротея Михайловна Шемякина (9 мая 1964 — 20 января 2018), художница, живописец, книжный график. С 1986 по 2018 год жила в Афинах. Скончалась после продолжительной болезни; тяжёлой формы сахарного диабета[21].

Вторая жена — Сара де Кэй.

## Творческая деятельность
В Санкт-Петербурге установлено четыре монумента Шемякина:
- Петру Великому,
- жертвам политических репрессий,
- архитекторам-первостроителям Санкт-Петербурга.
- Царская прогулка в Стрельне.

Копия памятника Петру Великому установлена в городе Лош, во Франции, в регионе Центр, на берегу реки Эндр. Памятник находится в саду виллы художника.
В 2001 году в Лондоне открыт монумент, посвящённый трёхсотлетию посещения Лондона Петром Великим, а в Москве — скульптурная композиция «Дети — жертвы пороков взрослых».
В 2003 году открыты памятник Анатолию Собчаку в Санкт-Петербурге и композиция «Царская прогулка» в Константиновском дворце.
В 1967 году поставил оперу Д. Шостаковича «Нос» в студии Ленинградской консерватории.
В 1990-х годах и по сей день вместе с клоуном В. Полуниным устраивает шествия и зрелища в Санкт-Петербурге, Москве и Венеции.
В 2001 году в Мариинском театре Шемякин поставил свою версию балета П. Чайковского «Щелкунчик» с хореографией Кирилла Симонова.
В 2005 году поставил балет по мотивам сказки Э. Т. А. Гофмана «Волшебный орех» — по своему либретто и со своим оформлением, с оригинальной музыкой Сергея Слонимского и хореографией Донвены Пандурски.
В 2006 году в Мариинском театре поставлены три одноактных балета в оформлении Шемякина и с хореографией Донвены Пандурски.
В 2010 году создал новую версию балета Л. Делиба «Коппелия» для Литовского национального театра оперы и балета с хореографом Кириллом Симоновым.
В 2007 году Шемякин вернулся во Францию, где поселился недалеко от города Шатору.
Диапазон, в котором работает Михаил Шемякин, весьма широк: от рисунка до монументальной скульптуры, театра и кинематографа. Тематика его творчества тоже разнообразна: от театрального гротеска до метафизических образов.

### Работы

#### Монументальные
- «Кибела», бронза; до октября 2006 года находилась на Prince Street в районе СоХо, Нью-Йорк, США[24]
- Памятник Петру I в Петропавловской крепости, Санкт-Петербург, 1991.
- Мемориал «Жертвам политических репрессий» (Метафизические сфинксы), Санкт-Петербург, 28 апреля 1995 года
- Памятник «Архитекторам-первостроителям Санкт-Петербурга», Санкт-Петербург, 1995 год.
- Надгробие на могиле Савелия Крамарова, Сан-Франциско, 1997 год.
- Памятник к 200-летней годовщине смерти Джакомо Казановы, установлен перед Дворцом Дожей в Венеции (Италия), 1998 год. Памятник был установлен на полгода, так как в Венеции запрещено размещение современных памятников.
- Памятник профессору Гарольду Юкеру «Диалог Платона с Сократом». Университет Хофстра, Хемпстед, шт. Нью-Йорк, 1999 год.
- Надгробие Михаилу Маневичу на Волковском кладбище Санкт-Петербурга, 1999 год.
- Памятник Петру Великому в Детфорде, Лондон, 2001 год.
- «Дети — жертвы пороков взрослых»; Москва, 2001 год.
- Памятник «Царская прогулка» в парке Константиновского дворца в Стрельне, 2003 год.
- Надгробие Анатолию Собчаку на Никольском кладбище Санкт-Петербурга, 2003 год.
- Памятник Владимиру Высоцкому в Самаре, 25 января 2008 года.
- Памятник жертвам террора, Владикавказ, 2010 год.
- Монумент «Памяти забытой войны, изменившей ход истории», «Технополис GS», 2014 год.
- Скульптурная композиция «Человек-часы», Щёлково, 2014 год.

#### Театральные работы и перформансы
- Постановка оперы «Нос», Театр Ленинградской консерватории, 1967 год.
- В 1996 году совместно с Вячеславом Полуниным и Терри Гиллиамом создал спектакль «Diablo / Дьявол» в жанре «философская клоунАда»[25].1996 год.
- Создал оформление сцены на площади Святого Марка на время Венецианского карнавала. В рамках празднества организовал совместно с Вячеславом Полуниным и Антоном Адасинским хэппенинг «Memento mori» с использованием своих скульптур, 1998 год.
- Устроил процессию масок «Карнавал Санкт-Петербурга в Венеции» с участием Анвара Либабова и Онофрио Колуччи, 1998 год.
- Балет «Щелкунчик», постановка Мариинского театра, 2001 года, в которой Михаил Шемякин стал автором эскизов: костюмов, масок, декораций, а также работал над либретто[26].
- Премьера одноактного балета «Принцесса Пирлипат, или Наказанное благородство», либретто М. Шемякина на сюжет Э. Т. А. Гофмана, музыка С. Слонимского, хореография К. Симонова, постановка и оформление М. Шемякина. Мариинский театр, Санкт-Петербург, 2003 год.
- Премьеры трёх одноактных балетов: «Метафизика» (С. Прокофьев), «Кроткая» (С. Рахманинов), «Весна священная» (И. Стравинский). Декорации и костюмы Михаила Шемякина, хореография Донвены Пандурски. Государственный театр оперы и балета, София, Болгария; Мариинский театр, Санкт-Петербург, 2005 год.
- Организовал «Посольство Петра Великого» на площади Сан-Марко в рамках программы Венецианского карнавала совместно с Антоном Адасинским, Вячеславом Полуниным, Александром Мирочником и сотрудниками Мариинского театра, февраль, 2007 год.
- Организовал представление «Посольство Петра Великого» в петербургском Манеже, совместно с Анваром Либабовым, Александром Мирочником и сотрудниками Мариинского театра, 2008 год.

#### Мультипликация
С 2001 по 2018 год на киностудии «Союзмультфильм» шла работа по созданию полнометражного кукольного мультфильма «Гофманиада», по эскизам художника Михаила Шемякина.

#### Телевизионные проекты
«Воображаемый музей Михаила Шемякина» — цикл передач на канале «Культура» представляющий собой визуальные лекции об истории искусств.

### Выставки
Персональные
- 1962 Первая выставка в редакции журнала «Звезда», Ленинград.
- 1964 Участвует в коллективной выставке художников, работающих в хозяйственной части Государственного Эрмитажа.
- 1965 Выставка в редакции журнала «Звезда», в Консерватории им. Н. А. Римского-Корсакова, Ленинград.
- 1967 Персональная выставка в Академии наук, Новосибирск, организована по инициативе М. Я. Макаренко.
- 1969 Выставка Elaine Benson Gallery, Лонг-Айленд, Нью-Йорк.
- 1970 Выставка «Современный русский авангард в Москве». Galerie Gmurzynska, Кёльн.
- 1971 Выставка Michel Chemiakine: Saint-Pe’tersbourg 71 — avant-garde russe. Galerie Dina Vierny, Париж.
- 1972 Выставка Grands et Jeunes d‘Aujourd’hui. Grand Palais, Париж.
- 1973 Выставка Grand Palais, Париж.
- 1974 Выставки: Kunsthalle Wintherthur, Цюрих.
- 1975 Выставки: «Санкт-Петербург — 1975. Рисунки». Galerie J. C. Gaubert, Париж; Galerie Nichido, Токио, Нагоя, Осака.
- 1976 Организует выставку русского нонконформистского искусства «Современная русская живопись». Palais des Congres, Париж.
- «Русский музей в изгнании». Монтрегон. Encore des Russes. Galerie Francoise Tournie, Париж.
- «Русские художники-диссиденты». Musee de Chartres. East-West Gallery, Токио.
- 1979 Выставки: Музей искусства, Сан-Паулу; На частных квартирах коллекционеров Москвы и Ленинграда; Музей искусств, Бохум.; Art Expo, Нью-Йорк; Eduard Nakhamkin Fine Arts, Нью-Йорк, Лос-Анджелес, Сан-Диего; Grand Palais, Париж; Graphica Club, Милан; Galerie Cazanova, Лион, Франция.
- 1980 Музей изящных искусств, Сан-Паулу; Galerie Gravura Brasiliera, Рио-де-Жанейро; Galeria Luisa Strina, Сан-Паулу; «Метафизические трансформации». Fischer Fine Art, Лондон; Музей современного искусства, Рио-де-Жанейро; East-West Gallery, Токио.
- 1981 Центр искусств Мюленберг Колледжа, Аллентаун, шт. Пенсильвания; Galerie des Peintures Europeenes, Канны; East-West Gallery, Токио, Киото, Хиросима; Cha^teau de Vascoeil, Нормандия.
- 1982 Galleria Europa, Мюнхен; Стэнфордский университет, Стэнфорд, шт. Калифорния; Nora Galeria d’Art, Иерусалим.
- 1983 Университет Сан-Франциско; Bowles-Hopkins Gallery, Сан-Франциско; Lawrence Ross Gallery, Беверли-Хиллз, Ньюпорт-Бич.
- 1984 Bowles-Hopkins Gallery, Сан-Франциско; Eduard Nakhamkin Fine Arts, Нью-Йорк.
- 1985 Profile Gallery, Нью-Йорк; Dyansen Gallery, Нью-Йорк; Bowles-Hopkins Gallery, Сан-Франциско.
- 1986 «Трансформации». Университет Сан-Франциско. «Ретроспектива: 1964—1986». Eduard Nakhamkin Fine Arts, Нью-Йорк. «Семь лет спустя». Galerie Marie-Thе’re`se, Париж. Bowles-Hopkins Gallery, Сан-Франциско. Bowles-Sorokko Gallery, Беверли-Хиллз. Galerie d’Art Michel de Kerdour, Квебек. Jo Ann Perse Gallery, Сент-Луис.
- 1987 Bowles-Sorokko Gallery, Сан-Франциско. «Чрево Парижа». Eduard Nakhamkin Fine Arts, Нью-Йорк. Galerie d’Art Michel de Kerdour, Монреаль. Trianon de Bagatelle, Париж. Nicolae Galerie, Коламбус, шт. Огайо.
- 1988 Galerie Nichido, Токио*. Графика. Eduard Nakhamkin Fine Arts, Нью-Йорк. Bowles-Sorokko Galleries, Беверли-Хиллз, Сан-Франциско. Borghi Gallery, Нью-Йорк. Art & Art, Париж.
- 1989 «Михаил Шемякин: Нью-Йорк — Москва», ЦДХ, Москва. «Графика Михаила Шемякина». Художественный музей Литовской ССР, Вильнюс. Литературно-мемориальный музей Ф. М. Достоевского, Ленинград. «Михаил Шемякин». Cedar Crest College, Аллентаун, шт. Пенсильвания. «Михаил Шемякин». Giles Hall, Университет Восточного Кентукки, Ричмонд. Bowles-Sorokko Gallery, Сан-Франциско, Беверли-Хиллз.
- 1990 «Карнавал Санкт-Петербурга». Galerie Carpentier, Париж. Bowles-Sorokko Gallery, Беверли-Хиллз, Сан-Франциско. «Спасите озера!» (в пользу озёр Мичиган и Байкал). Чикаго. «Хранители огня: неофициальные художники Ленинграда». Fischer Gallery, Университет Южной Калифорнии, Лос-Анджелес.
- 1991 Borghi & Co. Gallery, Нью-Йорк. Hagelstam Gallery, Хельсинки. «Дань Петру Великому». Cha^teau de Vascoeuil, Нормандия. «В пользу художника Льва Ломинаго». Денвер. Bowles-Sorokko Gallery, Беверли-Хиллз, Сан-Франциско. «Скульптура». Galerie Carpentier, Париж.
- 1992 Bowles-Sorokko Gallery, Беверли-Хиллз, Сан-Франциско. Jo Ann Perse Gallery, Сент-Луис. «Жизнь Рембрандта». Galerie Carpentier, Париж. «Михаил Шемякин: монументальное искусство». Le Monde de l ‘Art, Париж.
- 1993 «Барокко», дворец Трианон, Версаль. «Лето скульптуры». Мэрия Нанси, Площадь Stanislas, Нанси. Bowles-Sorokko Gallery, Беверли-Хиллз. «Ангелы смерти». Mimi Ferzt Gallery, Нью-Йорк. «Михаил Шемякин: метаморфозы иллюзии». Mitsukoshi Museum, Токио. Галерея «Крымский вал», ЦДХ, Москва. «Михаил Шемякин: к 50-летию». Посольство России в США, Вашингтон.
- 1994 «Карнавал Санкт-Петербурга». Galleria del Leone, Венеция. «Чрево Парижа». Bowles-Sorokko Gallery, Нью-Йорк. «Карнавал Шемякина». Jo Ann Perse Gallery, Париж. Передвижная выставка: Рига, Челябинск, Владивосток. Галерея «Дом Нащокина», Москва. Замок Ледреборг, Лейре, Дания. Эспен, шт. Колорадо. Торговое представительство Российской Федерации во Франции, Париж. «К столетию франко-российской дружбы. Михаил Шемякин». Chanceaux¬pres-Loches, Франция. Bowles-Sorokko Gallery, Сан-Франциско.
- 1995 «Михаил Шемякин: Скульптура. Живопись. Графика. Предметы искусства». Государственный Эрмитаж, Центральный выставочный зал (Манеж), Санкт-Петербург. Государственная Третьяковская галерея, Большой театр, РГГУ, Москва. Mandarin Oriental Fine Art. Гонконг. «Скульптура». Mimi Ferzt Gallery, Нью-Йорк. «Скульптура». Галерея «Дом Нащокина», Москва. Передвижная выставка: Уфа, Самара, Ростов-на-Дону, Пермь, Краснодар.
- 1996 Музей западного искусства, Одесса. Киево-Печерская лавра, Киев. Передвижная выставка: Художественный музей в Самаре; Дом культуры в Элисте; Кабардино-Балкарский музей изобразительного искусства в Нальчике; Выставочный зал изобразительных искусств, Краснодар. «Ангелы и фигуры». Mimi Ferzt Gallery, Нью-Йорк. «Театр Михаила Шемякина». Bowles-Sorokko Gallery, Сан-Франциско, Нью-Йорк. Bowles-Sorokko-Yarger Gallery, Беверли-Хиллз.
- 1997 «Михаил Шемякин: Санкт-Петербургский период». Mimi Ferzt Gallery, Нью-Йорк. Передвижная выставка: Майкоп, Владикавказ. Chateau du Grand Lez, Бельгия. «Иллюстрации к пушкинской „Русалке“». Царское Село, Всероссийский музей А. С. Пушкина, Санкт-Петербург. Музей изобразительных искусств им. А. С. Пушкина, Москва. Галерея «Pan-Dan», Москва. Opus Gallery, Кливленд, шт. Огайо.
- 1998 «Михаил Шемякин». Giugiaro Design, Монкалиери (Турин), Италия*. «Театр Михаила Шемякина: Скульптура». Mimi Ferzt Gallery, Нью-Йорк*. Передвижная выставка (продолжение): Иркутск. «Карнавал Михаила Шемякина». Лоше, Франция. «Гармония в белом». Hudson Artswalk, Хадсон, шт. Нью-Йорк. «Карнавал Санкт-Петербурга». Hudson Artswalk, Хадсон, шт. Нью-Йорк. «Метафизические головы». Колледж Франклина и Маршалла, Ланкастер, шт. Пенсильвания.
- 1999 «Иллюстрации к пушкинской „Русалке“». Институт Гувера, Стэнфордский университет, Стэнфорд, шт. Калифорния. «Ангелы смерти». Международный центр искусств, Тусон, шт. Аризона.
- 2000 Организует выставку «Шар в искусстве и архитектуре». The Museum of The Imagination. Хадсон, шт. Нью-Йорк. «Мужество истины». Посольство России в США, Вашингтон.
- 2001 Персональная выставка: «„Щелкунчик“ Михаила Шемякина». Русский музей, Санкт-Петербург.
- 2002 Персональные выставки: «„Щелкунчик“ Михаила Шемякина: эскизы к балету». Музей личных коллекций Государ¬ственного музея изобразительных искусств им. А. С. Пушкина, Москва; The’a^tre du Cha^telet, Париж.
- 2003 Организует выставки «Жнец: образ смерти в искусстве» и «Рука в искусстве». Museum of The Imagination, Хадсон, шт. Нью-Йорк; Участвует в коллективной выставке «Поднесение к рождеству. Академия фарфора», Эрмитаж, Санкт-Петербург
- 2004 Организует выставку «Монстры в искусстве». The Museum of The Imagination, Хадсон, шт. Нью-Йорк.
- 2005 Организует выставки: «Метафизические головы и бюсты». Museum of The Imagination, Хадсон, шт. Нью-Йорк; «Квадрат Малевича». Фонд Михаила Шемякина, Санкт-Петербург. Персональная выставка: «Волшебный орех». Государ¬ственный Русский музей, Санкт-Петербург.
- 2006 Организует выставку «Шар в искусстве». Национальный музей, Нальчик, Кабардино-Балкария. Организует выставку «Вне фокуса: размытые изображения в искусстве». Museum of The Imagination, Хадсон, шт. Нью-Йорк.
- 2007 Организует выставку «Шар в искусстве» на Первом фестивале современного искусства, Ханты-Мансийск Персональная выставка: Михаил Шемякин: 40 лет спустя. Театр и Метафизика, Новосибирский государственный художественный музей
- 2008 Персональные выставки: «Михаил Шемякин: Театр и Метафизика», Красноярский культурно- исторический музейный комплекс, Ханты-Мансийский государственный музей природы и человека, Северо-Осетинский республиканский художественный музей им. М. С. Туганова, Краснодарский краевой художественный музей им. Ф. А. Коваленко «Михаил Шемякин: Рисунки в стиле „Дзен“», Национальный музей, Нальчик, Кабардино-Балкария «Михаил Шемякин: Метаморфозы», Краснодар
- 2009 Персональная выставка: «Михаил Шемякин: Петербургский метафизик», редакция журнала «Звезда», Санкт-Петербург «Михаил Шемякин: возвращение пушкинской „Русалки“». Всероссийский музей А. С. Пушкина «Мойка, 12» Организует выставку «Шар в искусстве», Фонд Михаила Шемякина, Санкт-Петербург
- 2010 Персональные выставки: «Михаил Шемякин: Рисунок в стиле дзен» в рамках Фестиваля японской культуры «Сад удовольствий», ГМЗ «Павловск», павильон Роз «Фарфоровый театр Михаила Шемякина», в рамках года Франции в России, Париж «Михаил Шемякин: Рисунки в стиле дзен», Краснодарский краевой выставочный зал изобразительных искусств «Михаил Шемякин: Рисунки в стиле дзен» Северо-Кавказский филиал ГМИ народов Востока, Майкоп Организует выставку «Образ смерти в искусстве», Фонд Михаила Шемякина, Санкт-Петербург Коллективные выставки: «Возвращение легенды. Императорский фарфор», ГМИИ им. Пушкина, Москва «Искусство куклы (Куклы Гофманиады)», ЦВЗ Манеж, Москва
- 2011 Персональные выставки: «Шемякин и Высоцкий. Две судьбы (иллюстрации к стихам и песням Владимира Высоцкого)», ГМИИ им. Пушкина, Москва «Михаил Шемякин: эскизы к балетам», Тель-Авив «Михаил Шемякин: Щелкунчик», Мариинский театр «Михаил Шемякин: Рисунки в стиле дзен», Сочинский художественный музей Организует выставки «Крик в искусстве» и «Монстры в искусстве», «Рука в искусстве» Фонд Михаила Шемякина, Санкт-Петербург
- 2012 Персональные выставки: «Шемякин и Высоцкий. Две судьбы (иллюстрации к стихам и песням Владимира Высоцкого)», ГРМ, Строгановский дворец, Санкт-Петербург «Михаил Шемякин: Рисунки в стиле „дзен“», Государственный музей Востока, Москва «Михаил Шемякин: Сказки Гофмана», Международный Центр МГУ им. Ломоносова, Женева «Михаил Шемякин. Эскизы к балету „Щелкунчик“» (в рамках фестиваля «Кубань театральная»), Краснодарский краевой выставочный зал изобразительных искусств «Михаил Шемякин», РОСНАНО, Москва Организует выставки: «Башмак в искусстве» и «Стул в искусстве» Фонд Михаила Шемякина, Санкт-Петербург
- 2013 Персональная выставка: «Михаил Шемякин: Тротуары Парижа», ГРМ, Мраморный дворец, Санкт-Петербург Коллективная выставка: «Ленинградская коллекция», особняк Румянцева, Санкт-Петербург Организует выставки «Дети в искусстве» и «Смазанный образ в искусстве» Фонд Михаила Шемякина, Санкт-Петербург

Совместные
В период с 1981—1982 в Нью-Йорке — несколько совместных выставок с киевским художником Александром Костецким.

## Награды
- Народный художник Кабардино-Балкарии.
- Народный художник Адыгеи.
- Награждён медалью на конкурсе книги в Венеции за иллюстрации к сборнику «Классическая испанская эпиграмма», 1971.
- Удостоен почётной докторской степени Университета Сан-Франциско, 1984.
- Почётная докторская степень Европейской академии искусств Франции, 1987.
- Почётная докторская степень Cedar Crest College, Аллентаун, шт. Пенсильвания, 1989.
- Государственная премия Российской Федерации 1993 года в области литературы и искусства (28 декабря 1993) — за произведения последних лет[28].
- Кавалер Ордена Искусств и литературы (Франция, 1994).
- Почётные докторские степени: Российского государственного гуманитарного университета (РГГУ; Москва) и Университета Кабардино-Балкарской республики, Нальчик, 1996 год.
- Золотая медаль «Достойному» Российской академии художеств, Москва, 1998.
- премия «Золотой софит» — как лучший театральный художник 2001 года (Санкт-Петербург, 2001).
- Премия «Петрополь» за уникальный вклад в культуру Санкт-Петербурга, 2001.
- Лауреат премии «Золотая маска» в номинации «Лучшая работа художника в музыкальном театре» (за спектакль «Щелкунчик» в Мариинском театре), Москва, 2002 год.
- Специальный приз «Балтика» за лучшую авторскую работу в театре (Санкт-Петербург, 2002).
- Орден Дружбы (Россия, 28 октября 2009) — за большой вклад в развитие культурных связей с Российской Федерацией, сохранение и популяризацию русского языка и русской культуры[29].
- Нагрудный знак РФ «За вклад в российскую культуру» (2018, Министерство культуры Российской Федерации)[30].
- Кинопремия «Икар» в номинации «Художник» за анимационный фильм «Гофманиада» (Москва, 2019).

## Шемякин и Высоцкий
Михаил Шемякин и Владимир Высоцкий познакомились в Париже благодаря Михаилу Барышникову и навсегда остались друзьями. Высоцкий посвящал Шемякину свои песни (в общей сложности 12 песен и стихов); тот, в свою очередь, рисовал иллюстрации к его произведениям, а после его смерти создал памятник поэту, установленный в Самаре.
Записи Высоцкого сделаны в Париже в 1975—1980 годы в студии Михаила Шемякина. Аккомпанировал Высоцкому на второй гитаре Константин Казански. Эти записи были изданы только в декабре 1987 года, к 50-летию Высоцкого, после обработки их в Нью-Йорке звукорежиссёром Михаилом Либерманом. Серия «Владимир Высоцкий в записях Михаила Шемякина» включает в себя семь виниловых пластинок. Позднее вся серия была переиздана на CD.
В память о творчестве Высоцкого Шемякин создал серию литографий, посвящённых его песням и стихам. Литографии были отпечатаны только в 1991 году, а в виде полного издания вышли в свет в 2010 году в издательстве «Ручная печать».

## Шемякин и Алёша Димитриевич
В 1975 году Шемякин на своей студии выпустил сольный альбом цыганского певца и исполнителя Алёши Димитриевича, разошедшийся полуподпольными магнитоальбомами по всему СССР. Фактически, это была одна из первых записей, познакомившая широкую советскую аудиторию с эмигрантским творчеством.